# Khutar
Khutar è una suddivisione dell'India, classificata come nagar panchayat, di 14.219 abitanti, situata nel distretto di Shahjahanpur, nello stato federato dell'Uttar Pradesh. In base al numero di abitanti la città rientra nella classe IV (da 10.000 a 19.999 persone).

## Geografia fisica
La città è situata a 28° 11' 60 N e 80° 16' 60 E e ha un'altitudine di 161 m s.l.m..

## Società

### Evoluzione demografica
Al censimento del 2001 la popolazione di Khutar assommava a 14.219 persone, delle quali 7.480 maschi e 6.739 femmine. I bambini di età inferiore o uguale ai sei anni assommavano a 2.545, dei quali 1.287 maschi e 1.258 femmine. Infine, coloro che erano in grado di saper almeno leggere e scrivere erano 7.212, dei quali 4.508 maschi e 2.704 femmine.